# Бабин (Винницкая область)
Ба́бин (укр. Бабин) — село в Ильинецком районе Винницкой области Украины.

## История
Бывшее село Липовецкого уезда Киевской губернии Российской империи.
В 1862 году здесь был построен Бабинский сахарный завод.
В 1917 - 1920 село оказалось в зоне боевых действий гражданской войны и власть здесь несколько раз менялась. В 1920 году в селе был создан красный партизанский отряд, который в дальнейшем вошёл в состав 8-й дивизии Червонного казачества РККА.
Во время Великой Отечественной войны в 1941 - 1944 селение находилось под немецко-румынской оккупацией. В период оккупации, с октября 1942 до марта 1944 года на сахарном заводе действовала советская подпольная группа, которой руководил Ф. Сущинский.
В 1971 году население составляло 1734 человек, здесь действовали колхоз имени XXI съезда КПСС (на балансе которого находилось 2127 гектар земли), сахарный завод, средняя школа, 3 библиотеки, 2 клуба, больница, аптека, телефонная станция и радиоузел.
Население по переписи 2001 года составляло 1247 человек.

## Адрес местного совета
22714, Винницкая область, Иллинецкий р-н, с.Бабин, ул. Ленина, 3

## Галерея
- Школа (бывший госпиталь 1915 г.)
- Церковь
- Сахарный завод
- Усадьба Ярошинских (XIX в.)
- Братская могила советских воинов